# Nesolindsaea
Nesolindsaea, rod papratnica iz porodice Lindsaeaceae, dio je reda osladolike. Raširena po tropskoj Aziji, Maskarenima i  Sejšelima. Postoje dvije priznate vrste

## Vrste
1. Nesolindsaea caudata (Hook.) Lehtonen & Christenh.
2. Nesolindsaea kirkii (Hook.) Lehtonen & Christenh.